# Miss Piggy
Miss Piggy ist eine Hauptfigur aus der Muppet-Show, die in allen Folgen und in allen Spin-off-Filmen mitspielt. Miss Piggy ist ein anthropomorphes Schwein und wird mit einer Handpuppe dargestellt. Meist wird sie gleichzeitig als aggressiv-durchsetzungsstark und betont feminin-divenhaft porträtiert. Ihren ersten Fernsehauftritt hatte Miss Piggy 1974, seitdem gewann sie ein veritables Eigenleben als angebliche Autorin und Moderatorin.
Miss Piggys Entwicklung und der Charakter wurden maßgeblich vom Muppet-Gründer und Produzenten Jim Henson geprägt, dem Drehbuchschreiber Jerry Juhl und Miss Piggys Puppenspieler Frank Oz. Ursprünglich eine Nebenfigur im Muppet-Universum, wurde Miss Piggy in der zweiten Staffel der Show ein Hauptcharakter und zum Ende der Show hin die Muppet-Figur mit der größten öffentlichen Wahrnehmung. Eine entscheidende Änderung nahm der Charakter nach dem Tode Jim Hensons und der Übernahme der Henson-Rechte durch den Walt-Disney-Konzern. Nachdem Miss Piggy vorher ein durchsetzungsfähiges Starlet mit dem unstillbaren Drang zum großen Ruhm gewesen war, schuf Disney nun auch Rollen für sie, in denen sie bereits erfolgreich und als Star etabliert war.

## Fiktiver Lebenslauf
Die Figur erscheint in typischen US-amerikanischen Entertainment-Rollen wie Schauspielerin, Moderatorin, Sängerin und Model und tritt in der Muppetshow auf. Dabei ist sie die einzige weibliche Figur, die eine fortlaufende Hauptrolle innehat. Miss Piggy befindet sich in keiner Beziehung, liebt aber leidenschaftlich. Dabei stürzt sie sich auf verschiedene Männer. Hauptziel ihrer leidenschaftlichen Liebe ist allerdings Kermit der Frosch.
Nach der Ursprungsgeschichte, die Oz und Henson nach einigen Jahren des Erfolgs für Miss Piggy entwickelten, wurde sie als eines von zahlreichen Ferkeln auf einer Farm im Mittleren Westen der USA geboren. Weitere Details ihres Lebenslaufs erfanden ihre Macher für einen Auftritt bei Larry King Live im Jahr 1993, bei dem sie ein Doppelinterview mit Kermit gab. Während ihr Vater notorisch anderen Sauen hinterherjagte, kam ihre Mutter vor lauter Ferkelpflege zu keinem klaren Gedanken. Miss Piggy schwor, niemals ein solches Leben zu führen. Die ersten Jahre waren hart, da die guten Jobs alle an Menschen gingen. Miss Piggy begann ihr Leben außerhalb von zu Hause als Handschuhverkäuferin in einem Kaufhaus. Miss Piggy lief als Sandwich-Pig für ein Barbecue-Restaurant Werbung. Ihren Durchbruch hatte sie als Hauptdarstellerin in einem Werbespot für Schinken; einer der wenigen Punkte in ihrem Leben, der ihr peinlich ist.
Eine Rolle in der Muppet-Show verschaffte ihr der Gewinn bei einem Schönheitswettbewerb. Innerhalb der Muppet-Show stieg sie schnell von Nebenrollen zu einer Hauptdarstellerin auf. Die Filme nach der Muppet-Show porträtieren auch ihr Leben nach der Muppet Show. Im Film Die Muppets von 2012 ist Miss Piggy beispielsweise Chefredakteurin der Vogue in Frankreich. Insbesondere das Marketing des Disney-Konzerns erweiterte Miss Piggys Auftritte. So wurde sie Botschafterin des Guten Willens für New York City, trat bei zahlreichen Gala-Veranstaltungen und Preisverleihungen in Hollywood auf, oder bekam mehrseitige Fotostrecken in echten Modemagazinen.
Inwieweit Miss Piggy eine Puppe oder eine lebende Person darstellen soll, ist selbst bei den Muppet-Produzenten nicht geklärt. Diese stellen sie mal als lebenden Charakter vor, veröffentlichten unter ihrem Namen Bücher oder geben Interviews. Zu anderen Gelegenheiten beschreiben sie sie klar als Puppe. Durch die gesamte Rezeption von Miss Piggy zieht sich daher ein stetiger Wechsel darüber ob es eine „Person“ sein soll, die als solche behandelt wird, oder ob es doch nur eine gespielte Puppe sein soll. Bereits 1977 gab Miss Piggys Puppenspieler Frank Oz Interviews, in denen er Fragen zu Miss Piggy teilweise in Miss Piggys Stimme für sie beantwortete, teilweise in seiner eigenen Stimme über sie sprach und feststellte, dass ihn diese Interviews in eine Identitätskrise brächten.

## Puppen und Kostüme

### Puppe und Spielweise

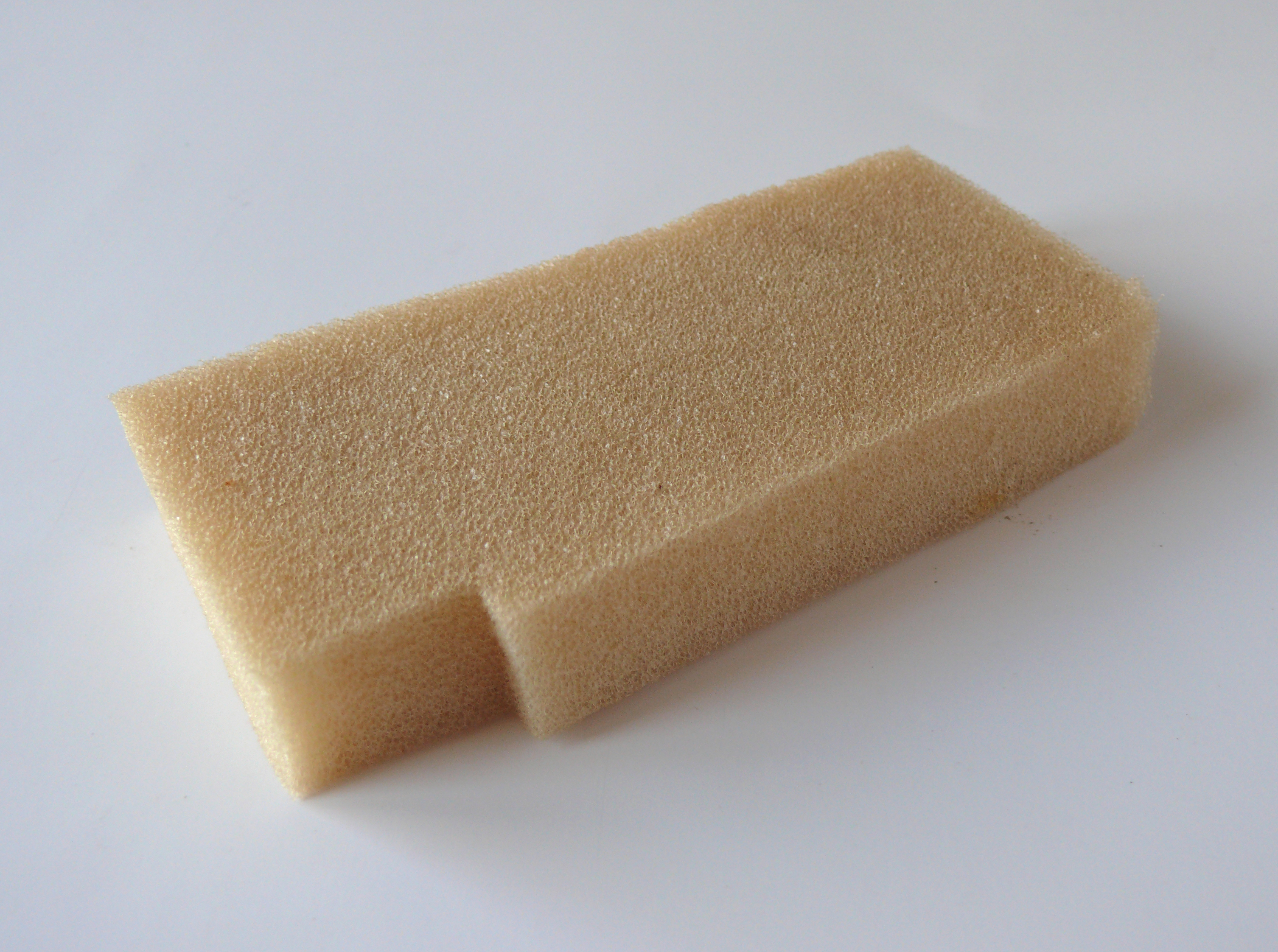
Ein Stück Latexschaum

Die Puppe von Miss Piggy war anfangs aus Schaumstoff gemacht, der aus Schaumstoffblöcken geschnitzt wurde. Zum Ende der Muppet-Show hin wurde sie aus flüssigem Latexschaum gegossen. Eine Puppe hielt etwa ein halbes Jahr, sodass bis zum Ende der Muppet-Show elf Puppen verbraucht waren. Ihre Augen bestanden aus Filz und Plastik, an denen echte falsche Wimpern befestigt wurden. Dabei waren die Puppen anfangs stabiler als in späteren Zeiten. Die erste Miss-Piggy-Puppe überstand noch die gesamte erste Staffel der Muppet-Show und ihr Kopf war 2012 noch vorhanden.
Die Puppe selbst wird in der Muppet-Show von einem Spieler mit Hand und Stöckchen gespielt. Die rechte Hand des Spielers befindet sich im Kopf der Puppe und bewegt Mund und Kopf. Bei den Fernsehaufnahmen hält der Spieler normalerweise dabei die Puppe über den Kopf, Kamera und Props sind in einer dementsprechenden Höhe angebracht. Die linke Hand bedient Stöckchen, die an den Händen der Puppe befestigt sind. In den Filmen und späteren Auftritten bei Veranstaltungen, bei Fotoshoots etc. kommen zahlreiche andere Miss-Piggy-Puppen oder sogar Miss-Piggy-Kostüme für Menschen zum Einsatz.
Die Puppe selbst lag hauptsächlich in der Verantwortung von Caroly Wilcox, die sich sowohl um den Erhalt der Puppe wie auch um die regelmäßige Anpassung und Umgestaltung kümmerte.

### Kleidung und Ausstattung

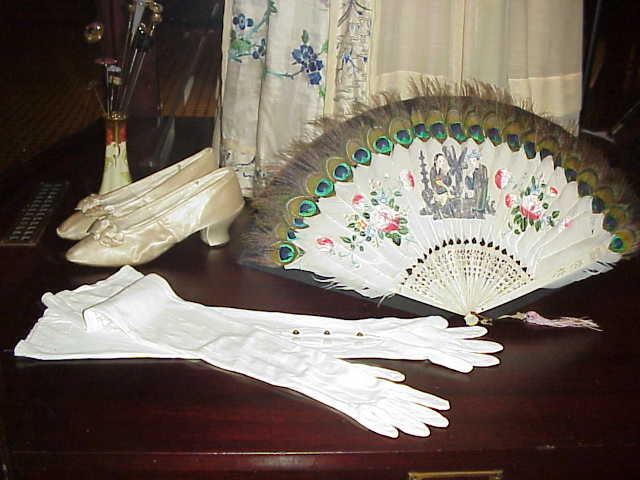
Lange Abendhandschuhe. Ein typisches Accessoire Miss Piggys

Miss Piggy hat lange gelockte blonde Haare und große blaue Augen. Die Details zu Haarlänge, Augengröße, Größe der Schnauze etc. verändern sich dabei über die Zeit, da die Produzenten der Muppets immer wieder die Puppe leicht ändern ließen. Ein Running Gag der Muppets ist Miss Piggys üppige Figur und ihr selbstbewusst-aggressiver Umgang damit.
Miss Piggy bedient in ihrem Aussehen alle Stereotype einer „Diva“ und ist betont weiblich. Ihre Kleidung besteht meist aus Röcken und Blusen oder Kleidern in Rosa oder Violett. Dazu trägt sie Federboas, ärmellange Handschuhe und außerordentliche auffallende Hüte, oft mit reichlichen Accessoires versehen. Miss Piggy trägt gerne auffallende Ringe über ihren Handschuhen und hat auch sonst oft auffallenden Schmuck angelegt. Sie ist – außer in den ersten Folgen der Muppet Show – stets stark und auffallend geschminkt.
Calista Hendrickson war die Chef-Designerin, die am längsten in der Muppet-Show für die Ausstattung von Miss Piggy verantwortlich war. Hendrickson sagte über Piggys Stil, er sei so ausgewählt, als würde Piggy denken, sie sei 30 Pfund leichter als sie tatsächlich ist. Hendrickson beschrieb Miss Piggys Selbstbild: „Wenn sie in den Spiegel schaut, sieht sie Twiggy. Und sie ist bereit, jeden anderen handgreiflich von diesem Bild zu überzeugen.“
Insbesondere für den Film Die Muppets von 2012 veränderte sich das Bild. Miss Piggy wird hier als Chefredakteurin der Vogue dargestellt. Ihr Outfit im Film und für die Promotion stammt von zahlreichen renommierten Designern wie Zac Posen, Christian Louboutin, Jason Wu, Prabal Gurung und Brian Atwood – diese haben die Outfits aber nicht für komischen Effekt oder Übertreibung gestaltet, sondern denselben Prinzipien folgend, wie sie auch für eine menschliche Frau gestalten würden.

## Darsteller
Gespielt und gesprochen wurde Miss Piggy von dem Puppenspieler Frank Oz. In den Filmen Muppet Treasure Island und Muppets from Space übernimmt Oz nur das Voice-Acting für Miss Piggy. Die Puppenspieler waren Kevin Clash (Treasure Island) beziehungsweise Peter Linz (Muppets from Space). Nachdem Frank Oz sich vom Puppenspielen zurückgezogen hat, wird Miss Piggy seit 2001 von Eric Jacobson gespielt und gesprochen.
Die Miss Piggy der Muppet Babies ist die einzige Miss Piggy, die im Original von einer Frau gesprochen wird. Ihre Stimme kommt von Laurie O’Brien.
Einmalige Auftritte als Sprecher hatten Fran Bril, die Miss Piggy in der ersten Folge der Muppet Show sprach und Richard Hunt, der in der ersten Staffel einige Male als Miss Piggy auftrat. Hal Rayle sprach Miss Piggy in Jim Henson’s Little Muppet Monsters, einem kurzlebigen Spin-off der Muppet Babies, das 1985 bei ABC floppte.
In der deutschen Synchronisation wurde Miss Piggy von Beginn an von Marianne Wischmann gesprochen. Das änderte sich erst 1993 mit dem Film Die Muppets-Weihnachtsgeschichte, als größerer Wert auf die Ähnlichkeit mit der Originalstimme gelegt wurde. Seitdem wurde Miss Piggy von Berno von Cramm und seit 2011 von Christian Gaul gesprochen.

## Entstehung und erste Auftritte
Die erste Puppe, die äußerlich an Miss Piggy erinnert, wurde von Michael Frith und Don Sahlin entworfen und von Bonnie Erickson gebaut. Die Puppe war blond mit Knopfaugen und hatte noch keinen Namen. Geschaffen wurde die Puppe für einen Sketch in der Muppet-Show-Pilotfolge The Muppet Show: Sex and Violence für den Sender ABC. Für den Sketch Rückkehr zum Planet der Schweine – eine Anspielung auf den Film Rückkehr zum Planet der Affen wurden drei Schweinefiguren benötigt. Erickson baute zwei männliche Schweine (von denen eines später Dr. Strangepork wurde) und eine weibliche Schweinepuppe – die spätere Miss Piggy. Geschaffen wurde die Puppe 1973. Zur Ausstrahlung im Fernsehen gelangte die Folge allerdings erst 1975. Gesprochen wurde sie in dem Sketch von Fran Brill.
Piggys ursprünglicher Name war Miss Piggy Lee in Anspielung und als Hommage an die Sängerin Peggy Lee, die Miss Piggy vage optisch ähnelt und auch den Typ einer starken, unabhängigen Frau verkörpert. Als Miss Piggy mit all' ihren satirischen Überzeichnungen bekannter wurde, wollten die Muppets-Macher nicht aus Versehen Peggy Lee zu einer Witzfigur machen und verkürzten Miss Piggys Namen auf die bekannte Form.
Da sich die Ausstrahlung der Pilotfolge The Muppet Show: Sex and Violence anderthalb Jahre verzögerte, hatte Miss Piggy ihren ersten Auftritt im Fernsehen in einer anderen Show: 1974 war sie in einem Herb-Alpert-and-the-Tijuana-Brass-Special zu sehen. Miss Piggy, gesprochen und gesungen von Jerry Nelson, verkörpert eine Nachwuchssängerin, die von ihrem Manager – Hoggie Marsh, der ziemlich den Klischees über einen Künstleragenten entspricht – vorgestellt wird. Miss Piggy, die nun erstmals ihren Namen bekommt, zeigt bereits Charakterzüge, die später typisch für sie werden sollten. Dazu gehört der starke Drang nach dem Rampenlicht oder heftige Zuneigung zu einem Mann. Für diesen Auftritt bekam Miss Piggy einige neue Accessoires, die sich zu ihren Markenzeichen entwickeln sollte: ein prächtiges Kleid, eine Perlenkette und lange Handschuhe. Ihre Ausstattung war dabei ebenso Notwendigkeit wie Wille. Das Abendkleid, in diesem Fall aus lavendelfarbenem Satin, gehörte zur Rolle, die die Puppe einnahm. Ihre ursprünglichen Arme waren mit Hufen am Ende ausgestattet, die sie für diesen Auftritt nicht haben sollte. Da die Zeit zu kurz war, um neue Arme mit echten Händen zu gestalten, versah Erickson einen Stumpf mit langen Handschuhen. Die Perlenkette entstand ursprünglich um eine Naht am Hals zu verdecken.
Bei all diesen ersten Auftritten ist die Miss-Piggy-Puppe noch mit kleinen Knopfaugen ausgestattet, die deutlich mehr an echte Schweineaugen erinnern, als die großen Menschenaugen mit langen Wimpern, die die Puppe später bekam.

## In der Muppet-Show
Miss Piggy tritt innerhalb der Muppet-Show an zahlreichen Stellen auf. Immer wieder hat sie Duos mit den Stargästen der Show, oder spielt in einzelnen Sketchen mit. Allerdings hat sie auch zwei feste Rollen: als Schwester in „In der Tierklinik“ und als erster Maat in „Schweine im Weltall“. In den Pilotfilmen und der ersten Staffel hat Miss Piggy nur gelegentliche Einsätze als Nebenfigur, während Frank Oz’ Hauptcharakter Fozzie Bär ist. Erst Mitte der Zweiten Staffel beginnen die Drehbuchschreiber verstärkt auf Miss Piggy zu fokussieren. In den Endjahren der Show ist sie eine zentrale Figur mit außerordentlicher öffentlicher Wahrnehmung.

### Erste Staffel
Ihr erster Auftritt in den regulären Folgen der Muppet-Show, bei dem sie bereits viele der typischen Miss-Piggy-Eigenschaften zeigte, fand in der ersten Folge der ersten Staffel statt. In dem Sketch Glee-Club versucht Kermit einen Glee Club aus Muppets zu dirigieren. Der Chor singt den Song Temptation und Miss Piggy darf das Solo singen. Sie stolziert aus der hintersten Reihe nach vorne, nimmt zwischenzeitlich fast das gesamte Feld der Kamera ein und singt Kermit („my love“) sehr direkt an – so sehr, dass Kermit mehrmals zurückweichen muss, damit sein Mund nicht in ihrem verschwindet.
In der ersten Staffel der Muppet Show hatte Miss Piggy bereits die Knopfaugen abgelegt und menschenähnliche Augen bekommen. Sie trug jetzt langes, blondes Haar. Auch ihre starke Zuneigung zu Kermit taucht bereits auf. Dennoch spielte sie in der ersten Staffel nur eine Nebenrolle und ihr Outfit war bei weitem nicht so glamourös wie in späteren Jahren. Ihr Haar ist nicht gelockt, sie trägt nur wenig Make-up und ihre Schnauze erinnert noch recht deutlich an ein Schwein. Das Vulture-Blog der Zeitschrift New York beschreibt ihren Look als „Es ist so seltsam, sie zu sehen, bevor sie ein Superstar war – vor der ersten Augen-OP, der ersten Schnauzoplastik, dem Haarefärben und der Anti-Spliss-Behandlung: sie ist ein einfaches Schwein vom Lande im Abendkleid.“
Auch wird sie in dieser ersten Staffel noch wechselnd von Frank Oz und Richard Hunt gesprochen. Dabei ist Hunts Miss-Piggy-Stimme deutlich tiefer und trockener und gleichmäßiger gesprochen als die von Oz. Hunt allerdings spielte Miss Piggy auch deutlich konventioneller und spielte mit ihr nur die Nebenrolle, die ihr zugedacht war.
Anfangs hatte Miss Piggy zwar einige Auftritte in der Muppet-Show, war aber in den Worten von Frank Oz, nur ein Schwein unter einem halben Dutzend Schweinen. Das erste Mal fiel sie stärker auf, als sie sich auf Kermit stürzte. Das brachte ihr Lacher und von da an begannen Oz und die Drehbuchschreiber Ideen für sie zu entwickeln und einen eigenen Charakter aus Miss Piggy zu formen. Die Beziehung zwischen Piggy und Kermit begann eine größere Rolle zu spielen, Frank Oz entwickelte typische Verhaltensweisen von Miss Piggy, wie beispielsweise das Zurückstreichen der Haare.

### Zweite Staffel und Handkantenschlag
In der zweiten Staffel hatte Miss Piggy bereits stark an Anklang bei den Fans und Bekanntheit gewonnen, so dass ihr auch in der Show eine größere Rolle zugebilligt wurde. Die New Yorker Muppetwerkstatt unter Caroly Wilcox entwickelte neue Piggy-Köpfe – zum einen um das geänderte Image umzusetzen, aber auch um sie leichter spielbar zu machen. Die Puppe wurde umfassend überarbeitet – unter anderem bekam sie größere Augen, eine weniger auffallende Schnauze und hellere und besser sitzende Haare. Auch ihr Repertoire an Kleidern wurde zunehmend größer und außergewöhnlicher. Das Spielen von Miss Piggy ging allein an Frank Oz über.
Der Moment aber, der Miss Piggy endgültig zum eigenen Charakter machte, fand in einem Dialog mit Kermit statt. Laut Drehbuch sollte sie ihm am Ende einer Auseinandersetzung eine Ohrfeige geben. Oz improvisierte jedoch einen Schlag mit der Handkante, der von einem markigen „Yi-Ha!“-Schrei begleitet wurde. Dadurch entstand ein Markenzeichen und Miss Piggy als äußerst durchsetzungsfähiger und engagierter Charakter war geboren. Für Oz war dies ein Moment, der die gesamten inneren Konflikte und das Wesen von Miss Piggy auf den Punkt brachte. Sowohl Frank Oz wie auch Bonnie Erickson sind der Meinung, dass dies der Moment war, der Miss Piggy den Durchbruch von der Neben- zur Hauptfigur in der Muppet-Show brachte.

### Rudolf Nurejew in der Muppet-Show

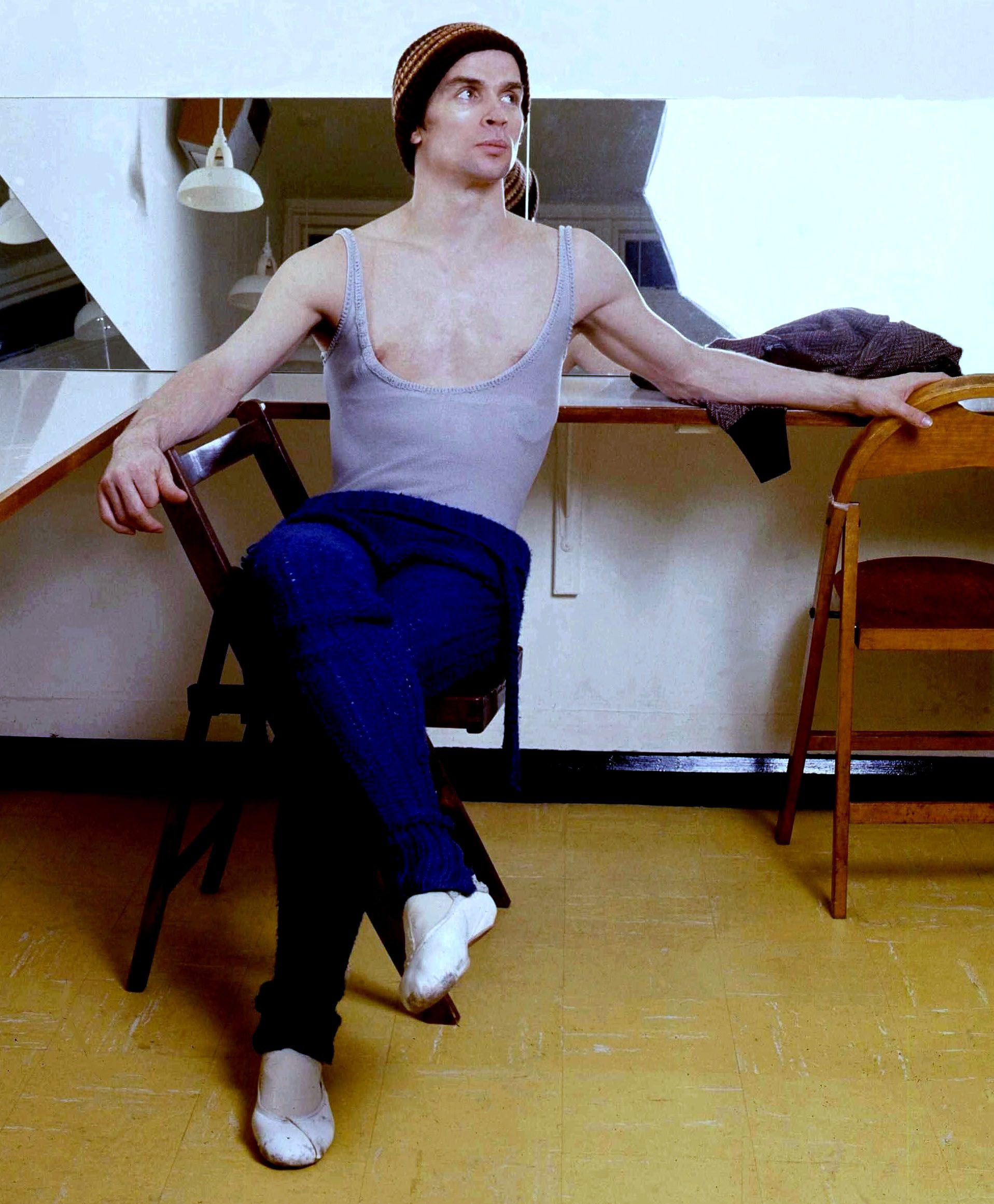
Rudolf Nureyew (1973)

Die Muppet-Show hatte von Beginn an je einen menschlichen Stargast. Am Anfang handelte es sich dabei allerdings vor allem um Freunde und Bekannte der Muppet-Produzenten. Der Durchbruch erfolgte erst durch den Gastauftritt Rudolf Nurejews in der Show, der damals ein US-bekannter Star war. Nach Nurejews erfolgreichem Auftritt wiederum bewarben sich zahlreiche andere Stars. Nurejew selbst kam vor allem wegen Miss Piggy.
In der Show mit Nurejew gibt es zwei Szenen, in der Nurejew zusammen mit einem weiblichen Schwein auftaucht. Dabei handelt es sich in einer Szene sicher um Miss Piggy, in der anderen ist dies unklar. Sicher tritt Miss Piggy in einer Sauna-Szene gegen Ende der Folge auf: Danach singen Miss Piggy und Nurejew ein Duett (Baby, It’s Cold Outside), bei dem sie sich in der Sauna befinden und Nurejew sich nur schwer Piggys Zuneigungen erwehren kann. Schließlich flieht er aus der Sauna und lässt Miss Piggy mit ihrer Beute – seinem Handtuch – zurück.
Nicht klar, ob Miss Piggy gemeint ist, ist der erste Auftritt Nurejews mit einem Schwein in der Show. Dort tanzt er eine Balletteinlage mit einem Schwein – beziehungsweise mit einem männlichen britischen Balletttänzer in einem Schweinekostüm. Nurejews Partnerin zeigt einige von Miss Piggys Verhaltensweisen, wird aber in keinem Teil der Sendung als Miss Piggy bezeichnet. Auch optisch ähnelt das Kostüm eher einer generischen Schweinepuppe als der damals aktuellen Miss Piggy. Dennoch ging beispielsweise Nurejew auch Jahre später noch davon aus, mit Miss Piggy getanzt zu haben und bezeichnete Miss Piggy gegenüber einem Journalisten als seine liebste Tanzpartnerin aller Zeiten.

### Spätere Jahre der Muppet Show: Miss Piggy als eigenständiger Charakter
In den späteren siebziger Jahren begann Henson, die Muppet-Charaktere als eigene Charaktere zu promoten, und ihnen auch außerhalb der Muppet Show eine eigene Persönlichkeit zuzubilligen. So trat Kermit beispielsweise als eigenständiger Charakter bei Interviews auf, während sein Sprecher Henson im Hintergrund blieb. Besonders aber stand Miss Piggy im Mittelpunkt dieser Bestrebungen. Sie erschien auf Magazincovern und es erschienen komplette Interviews „mit Miss Piggy“, in denen weder Henson oder Oz auch nur erwähnt sind.

## Filme vor Disney

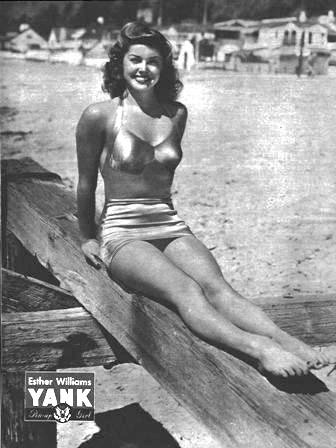
Esther Williams war ein Vorbild für Miss Piggy in dem Film Die große Muppet-Sause

Am Ende der Muppet-Show beschrieb Frank Oz ihren Charakter als komplex: sie habe als Frau und Schwein in ihrem Leben viele Verletzungen und Zurückweisungen erfahren. Deshalb habe sie zahlreiche Verteidigungen aufgebaut. Unter dem Glamour und ihrer Attitüde aber sei sie sehr ernsthaft und mutig.
In dem Film Die Große Muppet-Sause wird Miss Piggy als Möchtegern-Model dargestellt, die für einen Designer arbeitet. Dort gestaltete Jim Henson die spektakulärste Trickszene um Miss Piggy. Was als Notiz „Miss Piggy/Esther Williams“ auf Hensons Notizblock begann, wurde eine längere Szene, in der Miss Piggy Esther-Williams-artig ein Wasserballett/Synchronschwimmen aufführt. Dabei schwimmt die Puppe ebenso wie sie taucht. Die Miss Piggy für diese Szene war eine Spezialanfertigung aus wasserunempfindlichen Moosgummi, mit einer speziell angefertigten Oberflächenbeschichtung, die die Farbe am besten hielt. Da das Material spröde und wenig elastisch war und leicht zerriss, sobald Oz das Gesicht bewegte, ließ Henson für die Szene 40 Miss-Piggy-Köpfe und sieben Miss-Piggy-Körper fertigen, die er austauschte, sobald sie rissen. Während einige Einstellungen in der Szene durch eine unbewegliche Puppe gespielt wurden, oder einmal auch ein echter Schwimmer in einem Kostüm auftritt, spielt den größten Teil der Einstellungen Franz Oz, der unter Wasser ist.
The Muppets Take Manhattan ist der einzig bekannte Auftritt von Miss Piggy mit einem Minipli. Im Film Muppets aus dem All ist Miss Piggy als erfolgreiche Nachrichtensprecherin dargestellt.

## Disney-Ära
Miss Piggy wurde bis in die 1990er hinein als komplexer Charakter dargestellt. Sie wird geschildert als Frau, die sich durch Schönheitswettbewerbe und mäßige Show-Gigs hangelt und nur von ihrem starken Willen und ihrer unbedingten Durchsetzungskraft nach vorne getrieben wird. Miss Piggy wohnt so immer etwas Tragisches an, da das Selbstbild als wunderschöne erfolgreiche Diva, das sie nach außen trägt, oft genug in offensichtlichem Widerspruch zur Realität steht. In der Disney-Ära wurde die Realität ihrem Selbstbild angepasst – in den neueren Filmen ist Miss Piggy ein erfolgreicher Star ohne jede Tragik und ohne jeden Abgrund. Im Film Die Muppets war Miss Piggy erfolgreiche Redakteurin der Zeitschrift Vogue. Disney nutzte dies für eine umfangreiche Marketingkampagne für den Film, bei der Miss Piggy mit verschiedensten Designern kokettierte und an diversen Roter-Teppich-Events teilnahm. Eingekleidet wurde sie im Film beispielsweise durch Chanel und den Designer Zac Posen, während Christian Louboutin ihre Schuhe anfertigte. Der Kosmetikhersteller MAC Cosmetics brachte eine Sonderserie zum Start des Films heraus, während der Nagellackhersteller OPI Products anlässlich des Films einen leuchten roten Farbton Gettin’ Miss Piggy With It auf den Markt brachte.
Insbesondere im Marketing für den Film spielte Miss Piggy eine bedeutende Rolle. Ihre Charakterisierung als Mode-Journalistin erlaubte es, zahlreiche PR-Aktionen durchzuführen, die Miss Piggy als äußerst stilsicher und von der Modewelt geachtet erscheinen lassen. Noch während der Aufnahmen erschien sie in der ersten Reihe bei einer Modenschau von Michael Kors. Sie erschien zusammen mit Marc Jacobs in einem seiner Kleider. Auch publizierte das Magazin InStyle anlässlich des Films eine achtseitige Modestrecke mit Miss Piggy, in dem sie Kleider von Jason Wu, Prabal Gurung, Brian Atwood, Opening Ceremony, Suno und Giles & Brother trug. Auch anlässlich der Film-Promotion trat sie als Gast-Jurymitglied bei Project Runway: All Stars auf, und führte bei den BAFTA – 2012 wiederum eingekleidet von Marc Jacobs mit einer Handtasche von Louis Vuitton – für den Sponsor Star-Interviews am Roten Teppich.
Nach dem Start des Films wollten weitere Designer die Chance nutzen, ein Kostüm für die Puppe zu gestalten. Bei der Verleihung der Oscars 2012 stellte wieder Zac Posen ihre Kleidung zusammen, während die Juwelen von Fred Leighton kamen, die Perücke gestaltete die Prominenten-Friseurin Kimberly Kimble.
Frank Oz weigerte sich, Miss Piggy in dem Film zu spielen. Zur Begründung gab er an, kein Freund des Drehbuchs gewesen zu sein – der neue Film würde den Charakter der Muppet-Figuren nicht respektieren und sie gegen ihre fiktionalen Persönlichkeiten stellen.

## Bücher und andere Spin-off-Produkte
Unter der angeblichen Autorschaft von Miss Piggy erschienen fünf Bücher. Diese waren meist humorvolle Ratgeber. Darunter Miss Piggy’s Guide for Life, das sich 29 Wochen lang auf der Bestsellerliste der New York Times fand. Miss Piggys Ratschläge, „erzählt von Henry Beard“ kümmern sich um Liebe, Geld, Ernährung und Sport, Etikette und Mode. Das Buch ist humorvoll geschrieben. Auffallend sind die zahlreichen französischen Worte und Satzbestandteile, die immer wieder einfließen – angeblich um die Eleganz des Textes zu erhöhen. Miss Piggys Guide stellt Miss Piggy als sehr selbstbewusste Frau dar, die ihren Leserinnen und Lesern zu Selbstbewusstsein und Durchsetzungskraft rät. Ein bekannter Ratschlag aus dem Buch ist beispielsweise „Iss niemals mehr auf einmal als Du heben kannst.“
Das Buch In the Kitchen with Miss Piggy von 1996 war eine Parodie auf ein kurz zuvor erschienenes Kochbuch von Oprah Winfrey. Die angeblich von Miss Piggy geschriebenen Bücher sind:
- Miss Piggy’s Guide to Life (1981)
- Miss Piggy’s Treasury of Art Masterpieces (1984)
- In the Kitchen with Miss Piggy (1996)
- Miss Piggy’s Rules (1997)
- The Diva Code

Darüber hinaus erschienen fünf Kalender, die allein Miss Piggy gewidmet waren:
- The Miss Piggy Calendar 1980
- The Miss Piggy Cover Girl Fantasy Calendar (1981)
- The Miss Piggy Calendar 1982
- Miss Piggy’s Calendar of Calendars (1983)
- Miss Piggy’s Art Masterpiece Calendar (1984)

Außerdem gab es zahlreiche Kalender der Muppets als Gruppe, in denen Miss Piggy natürlich auch vorkam.
Bereits Ende der 1970er erschienen diverse Merchandise-Artikel von Miss Piggy: unter anderem Seife, Puppen und diverse Kalender. Auf dem Höhepunkt der Aerobic-Bewegung veröffentlichte Henson das Aerobique-Video von Miss Piggy. Der Song Snackercise, der das Essen lobt, wurde auch als Single veröffentlicht.
1998 erschien ein „von Miss Piggy designetes“ Parfum namens „Moi“.

## Leben
Die Genderforscherinnen Fischer/Cox beschreiben Miss Piggys Charakter als „weiblich, aber doch dominierend und bestimmend.“ Über den Zeitraum der Muppet-Show bis 1992 hat sich Miss Piggys Charakter nur wenig verändert. Prägende Verhaltensweisen wie die Liebe zu Kermit, die bestimmende Dominanz, die Neigung zu Gefühlsausbrüchen oder die Neigung zu körperlicher Gewalt sind von Anfang an vorhanden und ändern sich in den Jahrzehnten der Existenz der Muppet-Show nur wenig. Miss Piggy ist immer aktiv handelnd, entscheidungsstark und durchsetzungsfähig. Dabei bleibt jedoch immer Kermit die Figur, die die ultimative Autorität in der Serie und in den Filmen hat. Eine Rolle, die nie angezweifelt wird.
Ihr Charakter weist dabei sowohl Charakterzüge auf, die als sehr weiblich gelten als auch solche, die als sehr männlich gelten: während sie in Outfit, Kosmetik und ihrer Rolle in der Show eine stereotypische weibliche Rolle aufnimmt, ist ihr Verhalten – Unabhängigkeit, Aggressivität und eine sehr körperliche Form von Auseinandersetzungen – typisch männlich konnotiert. Um ihren Willen durchzusetzen, greift sie regelmäßig zu Beschimpfungen, Schreianfällen, oder auch dazu, ihre Kontrahenten zu schubsen oder zu schlagen. Dabei ist sie durchaus durchsetzungsfähig: wenn Miss Piggy in dem Film The Muppets Take Manhattan alleine in einem Park unterwegs ist und von Räubern angegriffen wird, leiht sie sich Rollerskates aus und bringt den Dieb nach einer epischen Verfolgungsjagd zur Strecke.
Miss Piggy ist in Kermit der Frosch verliebt und verleiht diesem Gefühl oft und vehement Nachdruck. Miss Piggy neigt dazu, ihren Gefühlen direkt Ausdruck zu verleihen. So wirft sie beispielsweise in dem Film The Muppets Take Manhattan Kermit quer durch einen Raum, weil er sie beleidigt hat.
Eines ihrer Markenzeichen ist dabei ein Handkantenschlag gegenüber anderen Charakteren, der von einem lauten Schrei begleitet wird.
Eine größere Änderung von Miss Piggys Charakter ergibt sich erst in dem Film Muppets from Space. Dieser Film weicht auch sonst von der Vorgeschichte der Show und anderer Filme ab. Die Geschichte und das komplizierte Sozialgeflecht der Muppets taucht in diesem Film kaum mehr auf. Für Miss Piggy bedeutet dies zum Beispiel, dass ihre komplizierte und hochemotionale Liebe zu Kermit in dem Film nicht mehr auftaucht und beide einfach befreundet sind.
Im August 2015 wurde die Auflösung der langjährigen Beziehung von Kermit und Miss Piggy öffentlich. „Nach vorsichtigen Überlegungen, überlegten Betrachtungen und beträchtlichen Zankereien haben wir die schwierige Entscheidung getroffen, unsere romantische Beziehung zu beenden.“ Beruflich werde man noch zusammenarbeiten, privat jedoch getrennte Wege gehen, verlautete es von den beiden Muppets. Diese Trennung nach über vierzig Jahren löste ein breites und internationales Echo in den Medien und auf sozialen Plattformen aus.

## Rezeption

### Popularität
Miss Piggy erfuhr recht früh eine Rezeption als eigenständiger Charakter. Bereits 1977 war sie allein auf dem Cover der Jugendzeitschrift Dynamite. 1979 folgte ein Auftritt zusammen mit Jim Henson und Kermit auf dem Cover des New York Times Magazine, wobei sie das Bild dominiert. Nach dem ersten Muppet-Film gründete sich die Organisation CAMPO (Committee to Award Miss Piggy the Oscar, dt. „Ausschuss, um Miss Piggy den Oscar zu verleihen“) die 20.000 Menschen mobilisierte, Fanbriefe zu schreiben, damit Miss Piggy den Oscar als beste Schauspielerin 1979 bekam.
Miss Piggy hatte den Zenit ihre Star-Seins vermutlich um 1980 erreicht. Ihr Buch Miss Piggy’s Guide to Life stand 29 Wochen in der Bestsellerliste der New York Times. Das People-Magazin, auf dem sie auch auf dem Cover erschien, beschrieb sie 1979 als „Gipfel der Schweinhaftigkeit, das perfekte Schwein, neue internationale Sex-Göttin“. 1980 forderte dann Time auf dem Cover inmitten des amerikanischen Präsidentschaftswahlkampfes Miss Piggy for President. Im selben Jahr trat sie auch erstmals bei der Verleihung der Oscars auf. Im Stil der 1980er, mit Sonnenbrille in Herzform und in einem rosa Plastiksessel inmitten eines Swimming-Pools erscheint Miss Piggy 1981 auf dem Cover des TV Guides unter der Überschrift „My Life at Le Top“.
Im Jahr 2005 war sie in einer Serie mit anderen Muppets auf Briefmarken sowohl des US Postal Service als auch der belgischen Post abgebildet. Mitte der 2000er, als weder eine Fernsehserie der Muppets lief und auch für mehrere Jahre kein Film veröffentlicht wurde, erschien Miss Piggy immer wieder im Rampenlicht. Meist als „Gast“ bei Modenschauen oder in Modemagazinen. Die fünfte Folge der achten Staffel des US-amerikanischen Ablegers von The Masked Singer war den Muppets gewidmet, wobei Miss Piggy Gastmitglied im Rateteam war.

### Miss Piggys Geschlechtsidentität
Miss Piggy wurde immer von einem Mann gespielt und gesprochen, der sie selbst als „LKW-Fahrer im Körper einer Diva“ beschrieb. Viele ihrer Verhaltensweisen wie unbedingter Durchsetzungswillen oder körperliche Aggressivität sind männlich konnotiert. Dennoch zeigt sie auch immer wieder betont weibliche Verhaltensweisen und Benehmen. Gerade in ihrer Optik und ihrer Selbstdarstellung gibt sie sich extrem feminin. Viele Autoren in Feuilleton und Wissenschaft haben sich daher bereits mit der Geschlechtsidentität von Miss Piggy auseinandergesetzt, wobei ihre Deutungen von Drag-Witzfigur bis hin zu weiblichem Rollenmodell reichen. Insbesondere in den Gender Studies fokussiert sich die gesamte Auseinandersetzung mit den Muppets und dem Werk Jim Hensons fast ausschließlich auf Miss Piggy.
Die Soziologin Chandra Mukerji beschrieb Miss Piggy als „eine Art unaussprechliche Kreatur, die vorgibt ein Schwein zu sein, das vorgibt eine Frau zu sein“. Die Autorin Emma Straub beispielsweise hat heute das Gefühl, dass Miss Piggy eigentlich als Witzfigur gemeint war. In ihrer Jugend jedoch empfand sie sie als „Leuchtturm in der Dunkelheit des Heranwachsens“, die sie auch heute noch gerne zu einem Tee treffen würde. „Wir alle brauchen Mentoren und meine war ein Muppet.“ Im Rückblick auf die Jahre meint sie, dass es sie in ihrer jugendlichen Unsicherheit vor allem anzog, dass Miss Piggy sich nie entschuldigte – weder dafür, wie sie aussah, noch dass sie übergewichtig war, noch, dass sie einen mageren Frosch liebte.
Miss Piggy wird in den Gender Studies behandelt. Während sie einerseits immer weiblich und feminin bleibt und dies auch betont, war sie einer der ersten weiblichen Charaktere der amerikanischen Unterhaltungsindustrie, der auch stark, aggressiv und durchsetzungsfähig auftrat.
Miss Piggy wird von der Gender-Forscherin Kathleen Rowe (neben Roseanne Barr und Murphy Brown) als eines der Beispiele für eine prominente Unruly Woman (etwa „Widerspenstige Frau“) gestellt, die die traditionellen Grenzen der Weiblichkeit überschreiten und sich in ihrem aggressiven, grenzverletzenden und unabhängigen Verhalten stark in klassisch männliche Verhaltensmuster begeben – und damit die traditionellen Grenzen zwischen männlich und weiblich auflösen. Dabei betont sie aber auch, dass Miss Piggy ihre eigene Weiblichkeit immer wieder unterminiert – sei es dadurch, dass ihre Stimme die eines Mannes im Falsett ist, sei es dadurch, dass sie in jeder Hinsicht größer sei als ihr Hauptpartner Kermit.
Der schwule Journalist Max Mosher hingegen schreibt, dass Miss Piggy ihn schwul gemacht habe. Als Kind habe er Miss Piggy immer als den Star angesehen, der sie behauptete zu sein. Von ihr lernte er, dass Glamour und weibliches Auftreten soziale Konstrukte sind – es sind Kostüme, die man sich anziehen kann, wenn man nur genug Attitüde mitbringt. Sie zeigte ihm, dass man betont feminin auftreten kann und trotzdem kräftig und durchsetzungsfähig sein kann. Gleichzeitig glaubt er aber, dass Miss Piggy mit ihrer betonten Weiblichkeit, der kaum verdeckten Aggressivität und ihrer aussichtslosen Liebe zu einem Mann anderer Art ein Symbol schwuler Vergangenheit ist – während beispielsweise Ernie und Bert und in ihrer jahrelangen Hausgemeinschaft eher ein angestrebtes Modell schwuler Zukunft symbolisieren.

## Auszeichnungen
2015 erhielt Miss Piggy den Sackler Center First Award. Dieser Frauenrechtspreis wird an Frauen verliehen, „die Geschlechterbarrieren durchbrochen und in ihrer Branche bedeutende Beiträge geleistet haben“. Die Preisverleihung fand am 4. Juni 2015 im Elizabeth A. Sackler Center for Feminist Art im Brooklyn Museum statt. Miss Piggy hat den Preis persönlich in Empfang genommen.